# Aerobicturnen

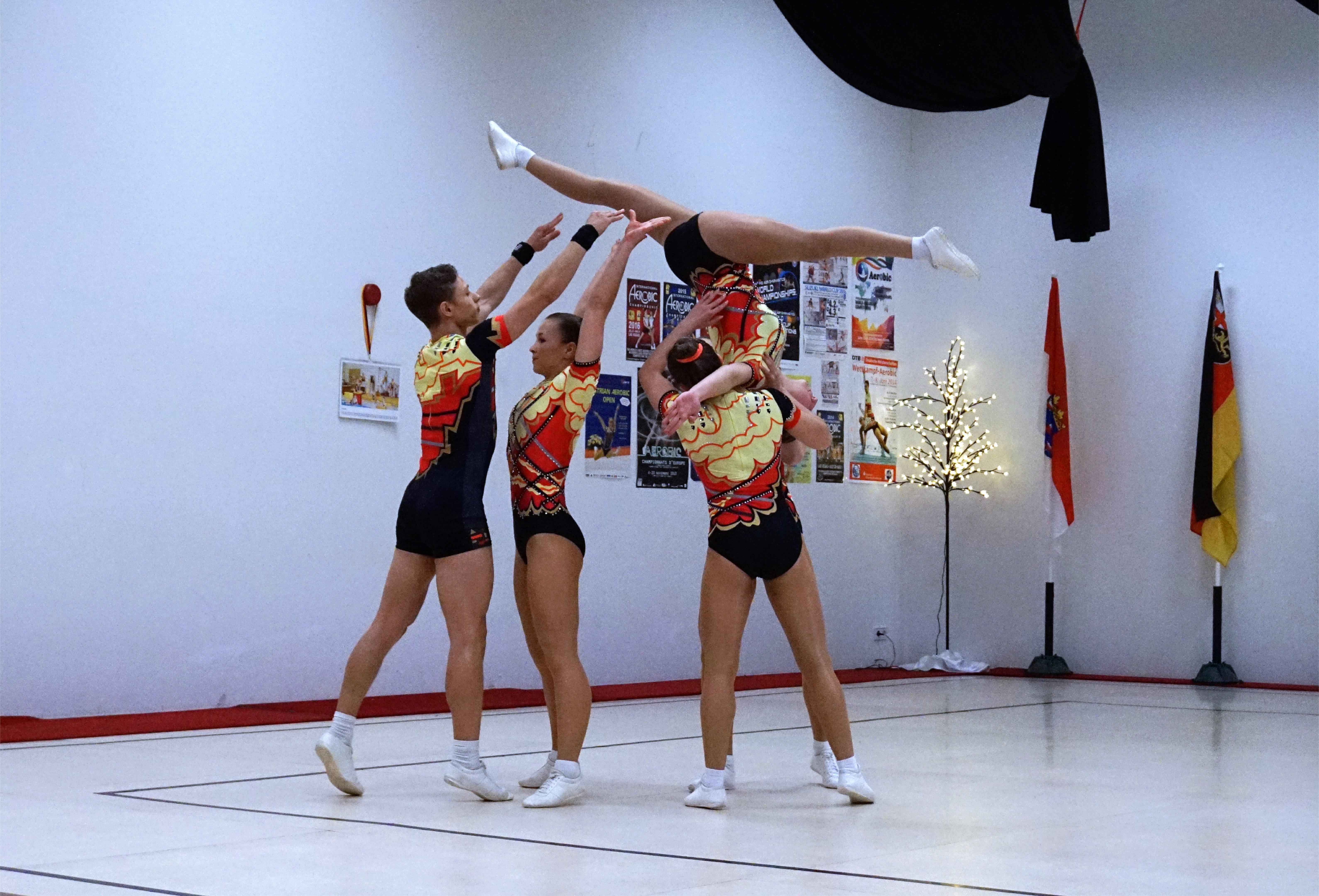
Hebefigur Gruppe

Aerobicturnen (engl. Aerobic Gymnastics) ist eine der Turnsportarten der Fédération Internationale de Gymnastique (FIG).
Sie vereint ununterbrochen komplexe und hochintensive Bewegungen, die von dem traditionellen Aerobic Dance stammen und verschiedene turnerische Schwierigkeitselemente mit Musik. Die Grundlage einer Wettkampfübung besteht aus Aerobic-Schritten und Kombinationen, die zu einer interessanten, sportarttypischen Choreographie zusammengeführt werden. Dabei spielen die Struktur der Übung als ein Ganzes, der Schwierigkeitsgrad der Elemente, die Gesamtheit der Bewegungsmuster, die Originalität und Kreativität in Bezug auf Verbindungen von Schritten und Elementen zur Musik eine besondere Bedeutung.
Aerobicturnen wird in den Klassen Aerobicturnen, Aerobic Dance und Aerobic Step angeboten. Die Sportler treten in zahlenmäßig definierten Zusammensetzungen – den Kategorien – an. Der Start erfolgt hierbei nach Alter gruppiert in sogenannten Altersklassen.

## Entstehung

### Aerobic
Mit der Sportart Aerobic wird meist ein Fitnesstraining verbunden, das in den 1980er Jahren in den USA entstand und bis heute ein fester Bestandteil in Sportvereinen und Fitnessstudios ist. Die Ursprünge von Aerobic gehen auf den US-amerikanischen Arzt Kenneth H. Cooper zurück, der bereits in den 1960er Jahren ein „aerobes“ Training zur Stärkung von Herz und Lunge entwickelte. Cooper löste damit in Amerika einen Fitness-Boom aus, in dessen Folge dieses spezielle Ausdauertraining mit Gymnastikübungen kombiniert wurde. Den weltweiten Durchbruch hatte die Sportart im Jahr 1982, als Jane Fonda Aerobic im amerikanischen Fernsehen als ihr Gymnastikprogramm vermarktete.

### Aerobic als Wettkampfsport
Der Amerikaner Howard Schwartz kam in der Folge in der Mitte der 1980er Jahre auf die Idee, diesen Fitnesstrend als Wettkampfangebot zu entwickeln und organisierte die erste Weltmeisterschaft im Jahr 1990 in San Diego (Kalifornien).
Aerobic als Wettkampfsport (Aerobicturnen) ist eine Steigerung der klassischen Aerobic hin zur kontinuierlichen Ausführung komplexer und hoch intensiver Bewegungsmuster zu Musik. Eine Aerobicturnübung (Choreografie) zeigt dabei flüssige Bewegungen, Beweglichkeit und Kraft unter Einbezug der sieben Grundschritte sowie perfekt ausgeführte Schwierigkeitselemente. Aerobicturnübungen zeigen ein angemessenes Level an Intensität. Aerobic-Bewegungsmuster sind Kombinationen aus Grundschritten der Aerobic mit Armbewegungen zu Musik, welche sich zu dynamischen, rhythmischen und kontinuierlichen Sequenzen aus high und low impact Bewegungen verbinden.

### Aerobicturnen
Die Überlegungen zu einer Fusion aus Aerobic und dem Turnen entstanden 1993 bei der offiziellen Anfrage, Aerobic in die Turnsportarten zu integrieren. Am 17. Juli 1995 wurde auf dem 70. FIG-Kongress in Atlanta entschieden, dass Aerobicturnen eine neue Turnsportart der Fédération Internationale de Gymnastique wird.

## Reglement
Das Reglement wird wie bei allen Turnsportarten der FIG alle vier Jahre überarbeitet. Der aktuelle Zyklus ist von 2022 bis 2024.

### Allgemeine Regeln
Die Musiklänge und somit auch die Übungslänge betragen 1:20 Minuten (±5 Sekunden). Die Größe der Wettkampffläche ist festgelegt auf 10 × 10 Meter. Im Aerobicturnen gibt es fünf verschiedene Kategorien: Mixed Pair, Trio, Gruppe (5 Personen), Einzel Männlich, Einzel Weiblich.
In jeder Kategorie gibt es fünf Altersklassen: Talente (AK 6-8, nur national), Nachwuchs (AK 9-11), Jugend (AK 12-14), Junioren (AK 15-17), Erwachsene (AK 18+).
In jeder Übung muss ein Aerobic-Block enthalten sein. Dieser muss mindestens eine länge von 32 Beats (24 Beats im Einzel) haben. Der Block muss traditionelle Aerobicbewegungen ohne choreographische Sprünge beinhalten und eine komplexe und vielfältige Körperkoordination zeigen.
Die Bewertung finden in vier verschiedene Noten statt: A-Note, B-Note, S-Note, OK-Note:

#### A-Note
Die A-Note ist die Artistic (deutsch etwa: „Künstlerische“) Note. Sie benotet die Kreativität, Musikalität, die Raumbewegung, die Übergänge und den Ausdruck der Sportlerinnen und Sportlern. Die Note unterteilt sich in fünf Kategorien (Musik, Aerobic-Inhalt, genereller Inhalt, künstlerische Note, Präsentation), die jeweils mit bis zu 2 Punkten bewertet werden können. Maximal sind demnach 10 Punkte zu vergeben.

#### B-Note
Sie ist die Execution (deutsch: „Ausführung“) Note. Es werden die technischen Fertigkeiten der gesamten Übung vom Anfang bis zum Ende bewertet. Hierbei wird auf die Ausführung des aerobicspezifischen Inhaltes, der Schwierigkeitselemente, der Akrobatische Elemente, der Übergänge, der Partnerarbeit und der Synchronität geachtet. Jede Abweichung der maximaler Präzision wird von den Kampfrichter, ausgehend von 10 Punkten, abgezogen.

#### S-Note
Die S-Note bewertet die Difficulty (deutsch: „Schwierigkeit“). Sie bewertet, ob die 8 Elemente (9 Elemente im Einzel) aus den acht verschiedenen Elementefamilien gültig waren. Hierbei hat jedes Element einen eigenen Schwierigkeitswert, die bei Gültigkeit aufaddiert werden und halbiert in die Gesamtwertung einfließen. Diese verschiedenen Elemente werden abschließend im Code of Points aufgezählt.

#### OK-Note
Sie ist die Note des Oberkampfrichters (engl. „Chair“). Diese behandelt Abzüge allgemeiner Natur (z. B. das Verlassen der Wettkampffläche, Kleidungsfehler). Der Oberkampfrichter ist außerdem der Vorsitz des Kampfgerichtes und verantwortlich für die Arbeit des Kampfgerichtes nach den Regeln des DTB und der FIG.

### Dance/Step
Als weitere Kategorien gibt es ebenso Aerobic Dance und Aerobic Step, hierbei gibt es immer 8 Wettkämpfer. Bei beiden Kategorien fällt die S-Note weg, dafür gibt es eine andere Besonderheit. Im Aerobic Dance ist ein Streetdanceteil integriert, der 32–64 Beats lang ist und im Aerobic Step wird ein Stepbrett, welches jede Turnerin oder jeder Turner hat, in die Übung integriert.

## Aerobicturnen in Deutschland
Aerobicturnen ist in Deutschland dem Deutschen Turner-Bund (DTB) angeschlossen. Es werden alle Kategorien angeboten, wobei im Dance und Step variablere Gruppengrößen von sechs bis zwölf Personen erlaubt sind.
Jedes Jahr findet eine Deutsche Meisterschaft mit wechselndem Standort, sowie Bundesranglistenturniere, welche Punkte für eine deutschlandweite Rangliste geben statt. Alle vier Jahre findet die Deutsche Meisterschaft im Rahmen des Deutschen Turnfestes statt.

### Deutsche Erfolge
Deutschen Erfolge waren der 2. Platz bei den Internationalen Championships (ANAC) im Mixed Pair von Amelie Jung und Paul Engel im Jahr 2017, der 2. Platz der Gruppe in der Weltrangliste 2016 und der 8. Platz im Mixed Pair bei den Europaspielen in Baku 2015.
2022 konnte bei den Weltmeisterschaften in Portugal in der Kategorie Dance der erste Finalstart seit über 20 Jahren erreicht werden.

## Aerobicturnen International
Aerobicturnen ist seit 1997 eine Worldgames-Sportart und Teil der Europaspiele seit deren erster Veranstaltung 2015. Hinzu kommen alle zwei Jahre in den geraden Jahren die Weltmeisterschaft sowie in den ungeraden Jahren die Europameisterschaft. Bei der Weltmeisterschaft 2016 in Korea waren es 45 Nationen aus Europa, Amerika, Asien, Afrika und Australien. Darüber hinaus findet jährlich die Internationale Championships des Weltverbandes ANAC statt.